# フランク・ワイルドホーン
フランク・ワイルドホーン (Frank Wildhorn 、1959年11月29日 - ) は、アメリカ合衆国の作曲家。特にミュージカルやポピュラー音楽で知られる。代表作は『ジキル&ハイド』で、ブロードウェイで4年間上演された。また彼が作曲したホイットニー・ヒューストンの『Where Do Broken Hearts Go 』は世界中で第1位を獲得した。

## 生い立ち
1959年11月29日、ニューヨーク州ニューヨーク市マンハッタン区ハーレムで生まれ、子供時代をクイーンズ区で過ごし、14歳の時にフロリダ州ハリウッドに転居した。その後、独学でピアノを学び、作曲家を志した。高校時代、ロックンロール、リズム・アンド・ブルース、ジャズなど多岐に亘る様々なバンドで演奏および作曲を行なった。Miami Dade College に進学し、2年後南カリフォルニア大学に転籍し、歴史や哲学を学んだ。大学在学中、大学に勤務していたスティーヴ・カデンと共に『ジキル&ハイド』の作曲を開始した。

## 経歴
1999年、プリマス劇場で『ジキル&ハイド』、ミンスコフ劇場で『スカーレット・ピンパーネル』、セント・ジェイムズ劇場で『The Civil War 』が上演され、ブロードウェイで自身の作品が3本同時に上演された最初のアメリカ人作曲家となった。
2008年10月、彼の作曲およびジャック・マーフィ作詞によるミュージカル『Carmen 』(カルメン)がプラハで開幕した。2008年11月、彼の作曲、ジャック・マーフィ脚本および作詞によるミュージカル『The Count of Monte Cristo 』(モンテ・クリスト伯)の読み合わせワークショップが行なわれ、2009年3月、スイスのTheatre of St. Gallen で開幕した。2009年2月、彼の作曲、ドン・ブラック作詞によるミュージカル『Bonnie and Clyde 』(ボニーとクライド)の読み合わせが行なわれ、2009年11月、カリフォルニア州のラホヤ・プレイハウスで開幕した。同月、フロリダ州タンパにあるStraz Center for the Performing Arts で新作ミュージカル『Wonderland: Alice's New Musical Adventure 』(不思議の国のアリス、鏡の国のアリスを基にしている)が開幕し、2010年1月、別のプロダクションによりテキサス州ヒューストンにあるAlley Theatre で上演された。
ポピュラー音楽ではステイシー・ラティソウ、ナタリー・コール、ケニー・ロジャース、トリシャ・イヤウッド、トレイシー・ロウレンス、トレイス・アドキンス、パティ・ラベル、デニス・デヤング、結婚相手のリンダ・エダーに楽曲提供した。1980年代終盤、彼が作曲したホイットニー・ヒューストンの『Where Do Broken Hearts Go 』は世界中で第1位を獲得した。
彼は現在、アメリカの新作ミュージカルを展開するアトランティック・レコードのAtlantic Theatre 部門のCreative Director である。2005年、長年の共同製作者であるジェレミー・ロバーツと共同でGlobalVision Records を設立した。GlobalVision は新たなコンセプトの『ドラキュラ』、新たなスタジオ録音の『Jekyll & Hyde: Resurrection 』を発表した。なお『ドラキュラ』は2001年にサンディエゴで初演を迎え、2004年よりブロードウェイで上演され、2011年と2013年に和央ようか主演で上演された。
彼はブロードウェイの音楽家として初めて宝塚歌劇団と共に製作を行ない、和央が主演する宙組の、和央の退団公演である『NEVER SAY GOODBYE』を手掛けた。2017年には、雪組トップスター望海風斗の大劇場お披露目公演『ひかりふる路（みち） 〜革命家、マクシミリアン・ロベスピエール〜』で、再び全作曲を手掛けた。

## 私生活
1998年5月3日、リンダ・エダーと結婚した。息子が1人いるが、それ以前の結婚で他に1人息子がいる。2004年、離婚。
その後、『Passions 』に出演していたことで知られるブランディ・バークハートと婚約したが、2008年終盤に別離。
2014年、元宝塚歌劇団・宙組トップスターで女優の和央ようかとの婚約を発表。2015年7月25日にハワイ州マウイ島で挙式。

## 舞台作品
- ジキル&ハイド (1990年)（日本初演：2001年）
- Svengali (1991年)
- Victor/Victoria （1995年）うち2曲
- スカーレット・ピンパーネル (1997年)（日本初演：2008年、宝塚歌劇団星組上演）
- The Civil War (1998年)
- Camille Claudel (2003年)
- ドラキュラ (2004年)（日本初演：2011年）
- Waiting for the Moon (2005年)
- シラノ（英語版）（Cyrano de Bergerac The Musical） (2006年)
- ルドルフ 〜ザ・ラスト・キス〜 (2006年)（日本初演：2008年）
- NEVER SAY GOODBYE (2006年)- 宝塚歌劇団宙組上演(主演はフランクの後の妻となる、宙組トップスター和央ようか)
- カルメン (2008年)（日本初演：2014年)
- モンテ・クリスト伯 (2009年)（日本初演：2013年）
- ボニー&クライド (2009年)（日本初演：2012年）[11]
- アリス・イン・ワンダーランド (2009年)（日本初演：2012年）
- Tears of Heaven (2011年)[12]
- MITSUKO〜愛は国境を越えて〜 (2011年) - ジャック・マーフィ、小池修一郎との共同制作。2005年、ウィーン、2011年、東京、大阪で上演[12]。
- Zelda – An American Love Story (2012年)[13]
- Excalibur (2014年)
- Havana 上演中止
- DEATH NOTE（2015年）（日本初演：2015年）[14]
- マタ・ハリ（2016年）（日本初演：2018年）[15]
- ひかりふる路（みち） 〜革命家、マクシミリアン・ロベスピエール〜 - 宝塚歌劇団雪組上演（2017）
- 笑う男（2018年）（日本初演：2019年）[16]
- 人間失格（2021年）（原作：太宰治の小説『人間失格』)[17]
- 四月は君の嘘 (2020年は公演中止[18]、日本初演：2022年公演、原作：新川直司の同名漫画）[19]
- ケインとアベル（2025年）(日本初演：2025年、原作：ジェフリー・アーチャーの小説『ケインとアベル』)[20]

## 受賞歴
- 1998 トニー賞 ミュージカル作品賞 (スカーレット・ピンパーネル) - ノミネート
- 1998 ドラマ・デスク・アワード 楽曲賞 (スカーレット・ピンパーネル) - ノミネート
- 1999 トニー賞 ミュージカル作品賞 (The Civil War ) - ノミネート
- 1999 トニー賞 オリジナル楽曲賞 (The Civil War ) - ノミネート
- 1999 ドラマ・デスク・アワード ミュージカル作品賞 (The Civil War ) - ノミネート
- 1999 ドラマ・デスク・アワード 楽曲賞 (The Civil War ) - ノミネート
- 2012 トニー賞 オリジナル楽曲賞 (Bonnie & Clyde ) - ノミネート